# Витал, Хаим
Хаим бен Иосеф Витал (1543 (1 хешвана 5303), Цфат — 1620 (30 нисана 5380), Дамаск) — выдающийся каббалист, поэт, оказал значительное влияние на развитие поздней каббалы. Его иногда называют «рабби Хаим Витал Калабрезе", поскольку его семья была из Калабрии (Италия).
Витал был одним из наиболее выдающихся учеников и продолжателей каббалиста Аризаля. Основное сочинение Витала, книга «Эц Хаим» («Древо жизни»), в котором изложены и развиты идеи Ицхака Лурии, служило одним из главных источников изучения лурианской каббалы. В XX веке книгу Эц Хаим прокомментировал в своем «Талмуде эсэр сфирот» каббалист Бааль Сулам. Хаим Витал занимался также вопросами Галахи, астрономии, а также писал духовную поэзию на арабском языке.

## Биография
Родители его были выходцами из Италии, из Калабрии, и поселились в Израиле, в Цфате за два года до рождения Хаима. Отец был сойфером — переписчиком свитков Торы и изготовителем мезуз и тфилин.
Согласно бытовавшим в те времена патриархальным традициям, Хаим Витал женился в раннем возрасте. Согласно одной легенде, его первой женой была Ханна, дочь Моисея Саадии. Это был несчастливый брак, и когда он оставил свою жену, пророк Илия (Элияу) явился Хаиму Виталу во сне и ввёл его в красивый сад, где тот увидел праведных всех возрастов, в форме птиц, летя через сад и изучая Мишну. В центре сада был Бог, помещённый на троне, который был окружён набожными, опирающимися на искусно сделанные гобелены. Убеждённый этим видением в своём предназначении стать каббалистом, Хаим Витал посвятил следующие два с половиной года исследованию алхимии и магии. После завершения учёбы Илия появился к нему снова в видении, и сказал ему, что он преуспеет в его усилиях и даже напишет комментарий к Зохар.

### Первые шаги в изучении каббалы
Согласно легендам, когда Хаиму было 12 лет, хиромант предсказал, что по достижении возраста двадцати четырёх лет он будет стоять на распутье двух дорог, где ему предстоит выбирать: либо подняться, либо упасть. По преданию автор «Шульхан Аруха» рабби Йосеф Каро обратил особенное внимание на способности Хаима Витала, и в 1557 году просил рабби Моше Алшейха проявить о нём особую заботу, поскольку верил в его предназначение следовать за своим наставником в изучении каббалы. Витал стал учеником талмудиста и каббалиста рабби Алшейха.

### Ученик Ари
В 1570 году Хаим Витал стал учеником ведущего каббалиста своего поколения рабби Ицхака Лурии или Ари, оказавшим на него большое влияние. В течение года Хаим Витал выделился как его ведущий ученик, и после смерти Ари в 1572 году стал его преемником, возглавив каббалистов Цфата. После смерти Аризаля духовная мистическая связь с наставником не прервалась. Долгие годы он являлся р. Хаиму во сне и обучал его тайнам Торы.
Так как Аризаль не оставил почти ничего из его учения в письменной форме, Хаим Витал начал записывать все, что он узнал от своего наставника. Предание считает, что он слово в слово записал со слов учителя более десятка томов убористого текста.
Не желая выполнять запрос Османского губернатора (турецкого паши), он сбежал в Дамаск, используя власть практической каббалы, где его наставник явился ему, и сказал, что он имел шанс принести Избавление (Мессианское Освобождение), выпуская воды Гихон, и теперь шанс был упущен. Это очень огорчило Хаима Витала. Там он начал писать свою первую работу «Об Абрахаме». Большая часть книги состоит из исследований о путешествии на облаках и о семи неподвижных звёздах (планеты), эти семь небес и соответствующие им металлы.
«Книга Снов и Видений» раби Хаима Виталя была переведена на русский язык и прокомментирована современным израильским автором  Эстер Кей в 2016 году.

### Раввин
После завершения книги, Хаим Витал возвратился в Иерусалим, где его прежний преподаватель, раввин Моше Алшейх, назначил его раввином в 1584 году. Через некоторое время, однако, Хаим Витал оставил Иерусалим ради Цфата, где заболел и был вынужден пролежать в кровати в течение всего года. В течение этой болезни, Иехошуа, его самый близкий последователь, который сопровождал Хаима Витала почти в каждой поездке, сумел подкупить младшего брата Хаима Витала, Моше, 500 золотыми монетами, предоставлять ему записи слов Аризаля, которые хранились запертыми в коробке. Моше соответственно принёс Иехошуа большую часть рукописей, и 100 копировщиков были немедленно заняты: только через три дня, они были в состоянии воспроизвести больше чем 600 страниц.
В 1594, он обосновался постоянно в Дамаске, где он каждый вечер читал лекции  по каббале.
В 1620 он умер, готовясь к возвращению в Цфат.
Его именем названы улицы в Иерусалиме и Тель-Авиве.
Его младший сын — каббалист Шмуэль Виталь.

## Книги
Долгие годы р. Хаим Витал посвятил обработке и систематизации записей, сделанных им при жизни учителя. Знания, полученные от Аризаля, он изложил в книгах: «Эц ха-хаим» («Древо жизни») и «Эц ха-даат» («Древо познания»). Книга «Эц ха-хаим» сохранилась до нашего времени, а книга «Эц ха-даат» считается утерянной.
Также р. Хаим Витал написал ряд других книг, в основе которых лежит учение Аризаля: «Шаарей кдуша» («Врата святости»), и «Сефер ха-каванот» («Книга молитвенной медитации»). Комментарии р. Хаима Витала к Танаху собраны в книге «Ликутей Тора», а толкования талмудических преданий — в книге «Ликутей Шас».
Наряду с книгой р. Шимона бар Йохая Зоар, книги р. Хаима Витала стали основополагающими трудами кабалы и наметили пути её изучения для последующих поколений.